# グロウアップ
「グロウアップ」は、日本のロックバンド、Hysteric Blueの8枚目のシングル。

## 解説
- 表題曲は、フジテレビ系アニメ『学校の怪談』オープニングテーマに起用された。
- 調：ト長調 (G)

## 収録曲
1. グロウアップ
作詞・作曲：たくや 編曲：佐久間正英&Hysteric Blue
2. diet NUDE version2.1
作詞・作曲：たくや 編曲：佐久間正英&Hysteric Blue
3. グロウアップ (original karaoke)

## 収録アルバム
- Bleu-bleu-bleu (#1)
- Historic Blue (#1)